# Calle Delancey–Calle Essex (metro de Nueva York)
La Calle Delancey–Calle es una estación en la línea de la Sexta Avenida y la línea de la Calle Nassau del Metro de Nueva York de la B del Independent Subway System (IND). La estación se encuentra localizada en el distrito Lower East Side en Manhattan entre la Calle Delancey, la Calle Essex. La estación es servida todo el tiempo por los trenes del servicio , ,  y .